# Сдружение на децата бежанци от Егейския дел на Македония
Сдружение на децата бежанци от Егейския дел на Македония (на македонска литературна норма: Здружениe на децата бегалци од Егејскиот дел на Македонија) се наричат няколко македонистки организации на деца бежанци от Егейска Македония (след края на Гражданската война в Гърция) или техни наследници – в Скопие (Северна Македония), в Торонто (Канада) и в Мелбърн (Австралия).

## Организации
Скопие
Организация първоначално е създадена в Скопие в началото на 50-те години на XX век, когато издава вестника „Глас на егейците“ и редица научни трудове на историка Тодор Симовски. Централата на сдружението се намира в Скопие, негов председател е Георги Доневски.
Торонто
Сдружение е създадено през 1978 година с цел да подготви общомакедонска среща на политическите емигранти. През 1988 година се провежда такава среща, като на нея се стига да идеята за учредяване на Сдружението на македонците от Егейския дял на Македония през 1989 година, което обединява бежанците в Северна Македония. След 1991 година Сдружението на децата бежанци лобира за международното признаване на републиката.
Мелбърн
Едноименно дружество съществува и в Мелбърн, Австралия. Негов председател е Янко Калинчев.